# Allium ramazanicum
Allium ramazanicum är en amaryllisväxtart som beskrevs av Ahmed Ahmad Parsa. Allium ramazanicum ingår i släktet lökar, och familjen amaryllisväxter.
Artens utbredningsområde är Iran. Inga underarter finns listade i Catalogue of Life.